# Porsche Tennis Grand Prix 1994 - Doppio
Il doppio del torneo di tennis Porsche Tennis Grand Prix 1994, facente parte del WTA Tour 1994, ha avuto come vincitrici Gigi Fernández e Nataša Zvereva che hanno battuto in finale Manon Bollegraf e Larisa Neiland con il punteggio di 7–6(5), 6–4.

## Teste di serie
1. Gigi Fernández /  Nataša Zvereva (campionesse)
2. Patty Fendick /  Meredith McGrath (primo turno)

1. Manon Bollegraf /  Larisa Neiland (finale)
2. Katrina Adams /  Zina Garrison (quarti di finale)

## Tabellone

### Legenda
| - Q = Qualificato - WC = Wild card - LL = Lucky loser | - ALT = Alternate - SE = Special Exempt - PR = Protected Ranking | - w/o = Walkover - r = Ritirato - d = Squalificato |